# Herderita
La herderita és un mineral de la classe dels fosfats. Va ser descoberta l'any 1828 a la mina Sauber, Erzgebirge, Saxònia, Alemanya i rep el seu nom en honor de l'oficial miner alemany Siegmund August Wolfgang von Herder (1776–1838). És l'anàleg mineral amb fluor dominant de l'hidroxilherderita.

## Característiques
La herderita és un fosfat de fórmula química CaBePO₄F. Cristal·litza en el sistema monoclínic; la majoria de cristalls són maclats, però alguns no mostren signes exterior d'aquesta morfologia. El seu color varia des d'incolor a blanc verdós o groc clar. La seva duresa a l'escala de Mohs és de 5 a 5,5.
Segons la classificació de Nickel-Strunz, la herderita pertany a «08.BA - Fosfats, etc. amb anions addicionals, sense H₂O, amb cations de mida petita i mitjana» juntament amb els següents minerals: väyrynenita, bergslagita, hidroxilherderita i babeffita.

## Formació i jaciments
La herderita es troba normalment com a pegmatites que es formen durant les fases tardanes de la deposició hidrotermal.
Algunes mostres d'hidroxilherderita han estat erròniament identificades com a herderita, degut a la seva composició semblant, al fet que els dos minerals formen una sèrie i que els seus patrons de raigs X són indistingibles l'un de l'altre. Les mostres que s'ha confirmat que són herderita han estat trobades a la vall Jequitinhonha i Linópolis, Minas Gerais, el Brasil; Mogok, Myanmar; a la mina Yichun, Jiangxi, la Xina; i a la muntanya Erongo, Erongo, Namíbia.